# Torrione di Vicomero
Il torrione di Vicomero, noto anche come Castellazzo, è una torre tardo-medievale che sorge in località Cornazzano, nei pressi di Vicomero, piccola frazione di Parma.

## Storia
L'epoca di fondazione del torrione è pressoché sconosciuta, ma gli storici, avvalorati dalla somiglianza con le analoghe strutture di Baganzola e Beneceto, presumono sia stato edificato nel XV o XVI secolo, per volere dei conti Valeri; anche le originarie funzioni dell'edificio rimangono ignote ed esistono due contrapposte ipotesi: secondo alcuni studiosi la struttura, dotata di balestriere in seguito accecate, sorse con funzioni difensive del territorio, mentre secondo altri nacque quale casino di caccia.
Nei secoli successivi la massiccia torre cambiò proprietario più volte; potrebbe anche aver ospitato un convento di monaci, anche se non esistono conferme storiche a suffragio di quest'idea. Subì sicuramente varie modifiche nella sua lunga storia, soprattutto tra la fine del XVI e la prima metà del XVII secolo, con la trasformazione in edificio residenziale e successivamente agricolo e la completa ricostruzione della struttura adiacente, adibita a casa colonica.

## Descrizione

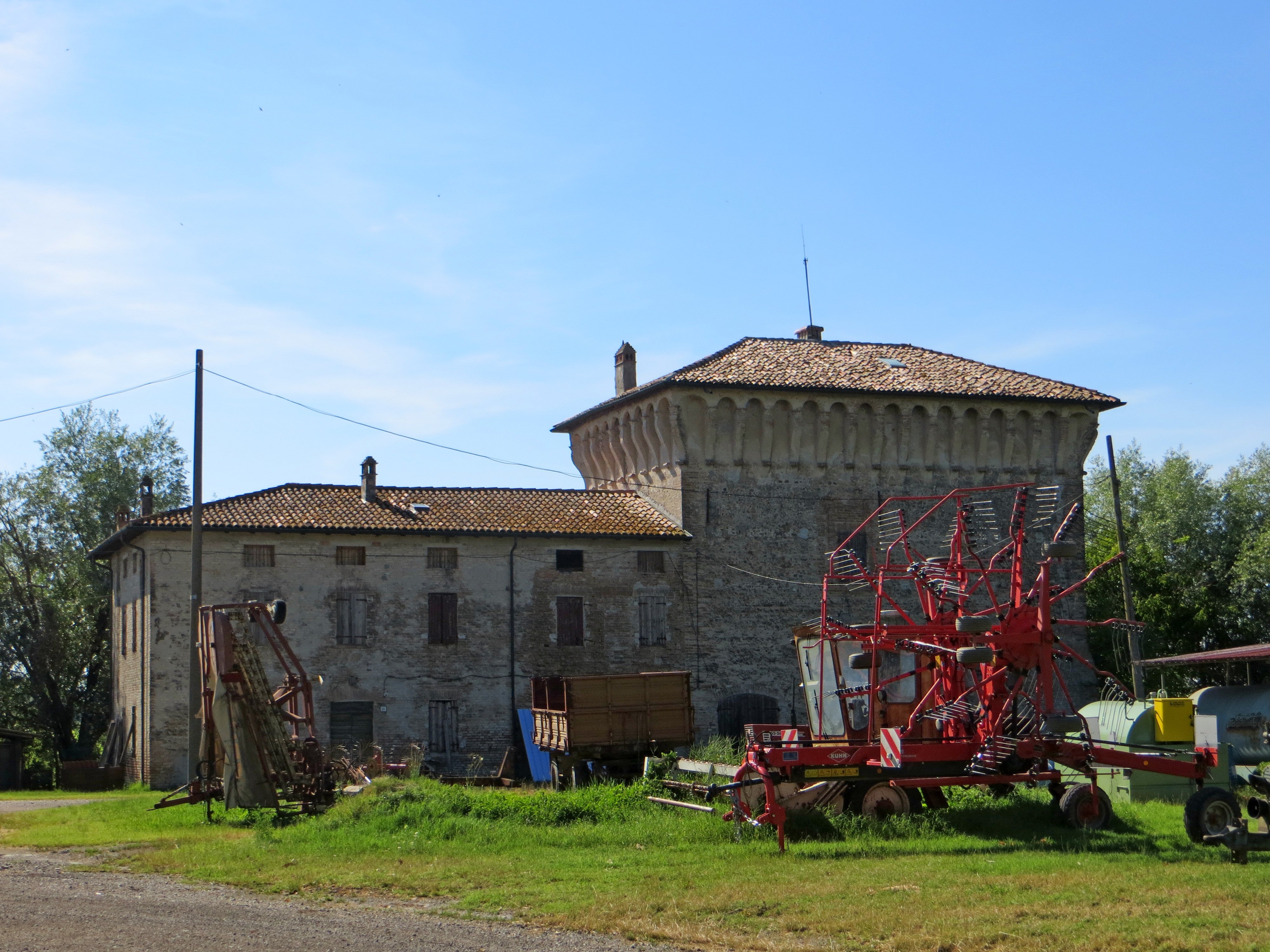
Facciata est del torrione e della casa colonica adiacente

Il torrione si imposta su una pianta rettangolare; a sud si sviluppa in adiacenza al lato corto la più bassa casa colonica, aggiunta in epoca più recente.
Le facciate, interamente rivestite in laterizio, sono caratterizzate dalla presenza di poche finestre sui tre fianchi liberi; i due spigoli settentrionali sono rinforzati da massicci contrafforti, mentre in sommità una corona di alti beccatelli, priva della merlatura superiore, costituisce l'appoggio per il tetto a quattro falde.
L'adiacente casa colonica, anch'essa rivestita in mattoni, si innalza su due livelli fuori terra oltre al sottotetto, sui resti di una più antica struttura probabilmente coeva della torre.
All'interno del torrione, più volte modificato nei secoli, si conserva un ambiente coperto da volta a ombrello. Secondo alcune leggende, nei sotterranei sarebbe esistito anticamente un pozzo dei tagli, oggi scomparso.